# Liste der britischen Meister im Skeleton
Die Liste der britischen Meister im Skeleton umfasst alle Sportler, die sich bei den nationalen Meisterschaften im Vereinigten Königreich im Skeleton auf den ersten drei Rängen platzieren konnten.
Durch das Fehlen einer eigenen skeletonfähigen Kunsteisbahn in Großbritannien müssen alle Meisterschaften im Ausland ausgetragen werden. Zeitweise war die Athletinnendecke nur wenig breit, weshalb mehrfach nur zwei Sportlerinnen antraten. Rekordmeister bei den Herren ist der frühere Gesamtweltcupsieger und zweifache Skeleton-Europameister Kristan Bromley mit fünf Titeln und acht Platzierungen, bei den Damen die dreifache Gesamtweltcupsiegerin Alexandra Coomber mit vier Titeln.

## Platzierungen

### Einer der Männer
| Jahr | Ort         | Meister             | Vize            | Dritter         |
| ---- | ----------- | ------------------- | --------------- | --------------- |
| 1996 | Lillehammer | Rob Watson          | Roch Rochester  | Tim Hathaway    |
| 1997 | La Plagne   | Kristan Bromley     | Roch Rochester  | Dennis Clerkin  |
| 1998 | Altenberg   | Kristan Bromley     | A.J. Collins    | Dennis Clerkin  |
| 1999 | La Plagne   | Kristan Bromley     | Steve Anson     | A.J. Collins    |
| 2001 | Winterberg  | Steve Anson         | A.J. Collins    | Kristan Bromley |
| 2002 | La Plagne   | A.J. Collins        | Kristan Bromley | Steve Anson     |
| 2003 | Altenberg   | Steve Anson         | Kristan Bromley | Stu Hayden      |
| 2004 | Altenberg   | Kristan Bromley     | Greg Kirk       | Adam Pengilly   |
| 2005 | La Plagne   | Kristan Bromley     | Adam Pengilly   | Steve Anson     |
| 2006 | Igls        | Adam Pengilly       | Anthony Sawyer  | Chris Type      |
| 2008 | Igls        | David Michael Swift | Anthony Sawyer  | ???             |

### Einer der Frauen
| 1996 | Lillehammer | Cec Mason          | Sarah Smith      | -                 | 1997 | La Plagne | Sarah Smith        | Miranda Finnie | Kerry Ross      |
| 1998 | Altenberg   | Alexandra Hamilton | Donna Nevens     | -                 | 1999 | La Plagne | Alexandra Hamilton | Donna Nevens   | Sarah Rochester |
| 2001 | Winterberg  | Alexandra Coomber  | Emma Stewart     | Daphne Clash      |      |           |                    |                |                 |
| 2002 | La Plagne   | Alexandra Coomber  | Emma Stewart     | Kinny Willoughby  |      |           |                    |                |                 |
| 2003 | Altenberg   | Charnia Weightman  | Kinny Willoughby | Amy Williams      |      |           |                    |                |                 |
| 2004 | Altenberg   | Shelley Rudman     | Amy Williams     | Charnia Weightman |      |           |                    |                |                 |
| 2005 | La Plagne   | Shelley Rudman     | Amy Williams     | Charnia Weightman |      |           |                    |                |                 |
| 2006 | Igls        | Amy Williams       | Louise Corcoran  | Charnia Weightman |      |           |                    |                |                 |
| 2008 | Igls        |                    |                  |                   |      |           |                    |                |                 |

## Medaillengewinner
- Platzierung: Gibt die Reihenfolge der Sportler wieder. Diese wird durch die Anzahl der Titel bestimmt. Bei gleicher Anzahl werden die Vizemeisterschaften verglichen und anschließend die dritten Plätze.
- Name: Nennt den Namen des Sportlers.
- Von: Das Jahr, in dem der Sportler das erste Mal unter die besten Drei kam.
- Bis: Das Jahr, in dem der Sportler zum letzten Mal unter die besten Drei kam.
- Titel: Nennt die Anzahl der gewonnenen Meistertitel.
- Silber: Nennt die Anzahl der Vizemeistertitel.
- Bronze: Nennt die Anzahl der Platzierungen auf dem dritten Platz.
- Gesamt: Nennt die Anzahl aller Podiumsplätze (1 bis 3).

### Männer
| Platz | Name            | Von  | Bis  | Titel | Vize | Dritter | Gesamt |
| ----- | --------------- | ---- | ---- | ----- | ---- | ------- | ------ |
| 1.    | Kristan Bromley | 1997 | 2003 | 5     | 2    | 1       | 8      |
| 2.    | Steve Anson     | 1999 | 2005 | 2     | 1    | 2       | 5      |
| 3.    | A.J. Collins    | 1998 | 2002 | 1     | 2    | 1       | 4      |
| 4.    | Adam Pengilly   | 2004 | 2006 | 1     | 1    | 1       | 3      |
| 5.    | Rob Watson      | 1996 | 1996 | 1     | -    | -       | 1      |
| 6.    | Roch Rochester  | 1996 | 1997 | -     | 2    | -       | 2      |
| 7.    | Greg Kirk       | 2004 | 2004 | -     | 1    | -       | 1      |
| 7.    | Anthony Sawyer  | 2006 | 2006 | -     | 1    | -       | 1      |
| 9.    | Dennis Clerkin  | 1997 | 1998 | -     | -    | 2       | 2      |
| 10.   | Tim Hathaway    | 1996 | 1996 | -     | -    | 1       | 1      |
| 10.   | Stu Hayden      | 2003 | 2003 | -     | -    | 1       | 1      |
| 10.   | Chris Type      | 2006 | 2006 | -     | -    | 1       | 1      |

### Frauen
| Platz | Name                       | Von  | Bis  | Titel | Vize | Dritter | Gesamt |
| ----- | -------------------------- | ---- | ---- | ----- | ---- | ------- | ------ |
| 1.    | Alexandra Coomber-Hamilton | 1998 | 2002 | 4     | -    | -       | 4      |
| 2.    | Shelley Rudman             | 2004 | 2005 | 2     | -    | -       | 2      |
| 3.    | Amy Williams               | 2003 | 2006 | 1     | 2    | 1       | 4      |
| 4.    | Sarah Smith                | 1996 | 1997 | 1     | 1    | -       | 2      |
| 5.    | Charnia Weightman          | 2003 | 2006 | 1     | -    | 3       | 4      |
| 6.    | Cec Mason                  | 2003 | 2005 | 1     | -    | -       | 1      |
| 7.    | Donna Nevens               | 1998 | 1999 | -     | 2    | -       | 2      |
| 7.    | Emma Stewart               | 2001 | 2002 | -     | 2    | -       | 2      |
| 9.    | Louise Corcoran            | 2006 | 2006 | -     | 1    | -       | 1      |
| 10.   | Kinny Willoughby           | 2002 | 2003 | -     | 1    | 1       | 2      |